# Рутинський Михайло Йосипович
Миха́йло Йо́сипович Рути́нський (1976, Городок Хмельницької області) — український географ. Кандидат географічних наук. Доцент кафедри туризму Львівського національного університету імені Івана Франка. Лауреат видавництва «Смолоскип» заохочувальної премії за роман «Сини Бористена» 1999 року.

## Наукові інтереси
- теорія і методологія рекреаційної географії та курортології,
- географія туризму України,
- проблематика розвитку туристичного комплексу західного регіону України,
- курортний менеджмент,
- туристичне крає- і країнознавство.

## Публікації
Автор і співавтор понад 100 наукових праць, у тому числі монографій та навчальних посібників:
- «Географія туризму України» (Львів, 2002; Київ, 2004),
- «Potencjal turystyczny Ukrainy Zachodniej» (Варшава, 2005),
- «Туристичне краєзнавство» (Київ, 2006),
- «Сільський туризм» (Київ, 2006),
- «Замковий туризм в Україні» (Київ, 2007),
- «Туризм у світовому та регіональному вимірах. Історія і сучасність» (Львів, 2008).
- «Туристичний комплекс Карпатського регіону України» (Чернівці, 2008),
- «Зелений туризм» (Київ, 2008).
- «Музеєзнавство» (Київ, 2008).
- «Збереження і сталий розвиток Карпат» (Київ, 2009).
- «Geography of tourism of the Ukraine // Geography of tourism of Central and Eastern Europe countries» (Вроцлав, 2012).

## Критика автора
«…майже 50 помилок фактологічного характеру. ... масові помилки в незвичних іменах і прізвищах, перекручення середньовічних титулів, термінів і даних…»